# Яма Михалика
Яма Михалика (пол. Jama Michalika) — одно из старейших кафе города Кракова, расположенное по адресу Флорианская улица, дом 45.
Было открыто краковским кондитером Яном Аполлинарием Михаликом в 1895 году под названием «Львовская кондитерская» (пол. Cukiernia Lwowska). Вскоре краковяне присвоили этому заведению шуточное название «Яма Михалика», поскольку кондитерская помещалась в длинном зале без окон, напоминающим пещеру. Несмотря на это, благодаря вкусным лакомствам, кондитерская стала местом встреч студентов Академии изящных искусств, а также художников, писателей и актёров.
В 1905 году в кондитерской стала выступать кабаре-группа «Зелёный шарик». Главным автором текстов стал писатель и поэт Тадеуш Бой-Желенский. Его остроумные, смелые стихи были популярны среди молодёжи. Позже эти тексты были выпущены сборником «Словечки» (пол. Słówka, 1911).
Главным аттракционом вечеров кабаре стал сатирический кукольный театр с марионетками, изображавшими знаменитых людей Кракова. Куклы, которые были созданы краковскими художниками, сохранились и ныне украшают стены кафе.